# Abstimmungsforschung
Die Abstimmungsforschung ist eine Teildisziplin vor allem der Politikwissenschaft, teilweise auch der Kommunikationswissenschaft, der politischen Geografie und der politischen Oekonomie. Sie untersucht das Abstimmungsverhalten der stimmberechtigten Personen. Dies sind in der Regel die Stimmbürger; es können aber auch Politiker sein, zum Beispiel die Abgeordneten.
Die Abstimmungsforschung geschieht aufgrund offizieller Statistiken zum Abstimmungsverhalten oder anhand von Daten aus Repräsentativ-Befragungen, die vor- oder nachher zum Verhalten und zur Entscheidung selber erhoben werden.
Im Gegensatz zur Wahlforschung ist die Abstimmungsforschung wenig entwickelt. Das hat mit dem selektiven Vorkommen von Volksabstimmungen in den verschiedenen politischen Systemen, aber auch mit der Komplexität von Fragestellungen zu tun, die höher ist als bei Wahlen.
Abstimmungsforschung wird systematisch und seit längerem nur in der Schweiz und in den USA (vor allem in Kalifornien) betrieben.

## Methoden
Folgende Methoden werden für die Abstimmungsforschung, speziell für die Analyse der Entscheidungsfindung, eingesetzt:
- Quantitative Methoden wie Befragungen von Wahlberechtigten (telefonisch, mündlich, online oder schriftlich)
- Qualitative Methoden wie Fokusgruppen
- Hochrechnungen
- Aggregatdatenanalysen wie Erstanalysen
- Medieninhaltsanalysen
- Schätzungen auf Basis von Modellen

## Institute der Abstimmungsforschung (Schweiz)
Die politikwissenschaftlichen Institute der Universitäten Bern, Genf und Zürich publizieren mit dem Forschungsinstitut gfs.bern nach jeder eidgenössischen Volksabstimmung eine fundierte Abstimmungsuntersuchung, die sog. VOX-Analyse, deren Daten der wissenschaftlichen Forschung offenstehen.
Zudem veröffentlichen bundesweite und diverse kantonale Ämter deskriptive und visuelle Darstellungen der Abstimmungsergebnisse, die der Forschung zugänglich sind.
Die Forschungsgruppe sotomo leistet zudem die Erforschung des Abstimmungsverhalten von Politikern, insbesondere von Nationalräten.
Seit 1998 analysiert das Forschungsinstitut gfs.bern regelmäßig die Meinungsbildung zu Volksabstimmungen für die Medien der SRG SSR.

## Ergebnisse
Deskriptive Raumanalysen von Abstimmungsergebnissen von Volksabstimmungen beschränken sich weitgehend auf die Eigenheiten des Stimmverhaltens nach Merkmalen der Siedlung und auf Einflüsse der Sprach- resp. Konfessionskontexte. Analytische Raumanalysen zeigen darüber hinaus für die Schweiz drei grundlegende Konfliktlinien im Stimmverhalten über einzelne Sachfragen hinaus auf:
- der Gegensatz zwischen rechts und links (analog zu Wahlen)
- der Gegensatz zwischen Tradition und Moderne
- der Gegensatz zwischen technokratischem und ökologischem Politikverständnis.

Jedes Thema, aber auch jeder Ort lässt sich auf diesen drei Konfliktdimensionen verorten. Daraus entsteht ein politischer Raum von Sachthemen und räumlichen Kulturen, der deutlicher komplexer ist als in der Wahlforschung, die meistens mit der Verortung von Wählern und Parteien auf der Links/Rechts-Achse auskommt.
Die Umfrageforschung zum Abstimmungsverhalten bei Volksabstimmungen, wie beispielsweise die VOX-Analysen, bestätigt die hohe Bedeutung von politischen Orientierungen und Werthaltungen für Sachentscheidungen. Sie bilden mit den Alltagserfahrungen die Prädispositionen einer Entscheidung. Darüber hinaus arbeitet die Abstimmungsforschung mit den Wirkungen, welche die Informationsverarbeitung auf die Ausbildung von Entscheidungsabsichten hat.
Als widerlegt gilt die vereinfachte Vorstellung, die meisten Menschen hätten analog zur Parteiidentifikation bei Wahlen mittel- und längerfristig klar festgelegtem, statische  Entscheidungsabsichten zu allen Sachfragen und jedem Zeitpunkt. Das gilt nur dann, wenn man sich aufgrund der thematischen Alltagserfahrungen einerseits, der politischen Versiertheit anderseits ein hinreichende Vorstellung über den Abstimmungsgegenstand, das mit ihm verbundene Problem resp. die zur Diskussion stehenden Lösungen machen kann.
In allen anderen Fällen kommt es zu einem dynamischen Gemisch aus allgemeinen und thematischen Prädispositionen einerseits, Informationsverarbeitungen während Abstimmungskämpfen anderseits. Individueller resp. kollektiver Meinungswandel kommt dabei in zwei Formen vor: dem Meinungsaufbau von der Unschlüssigkeit zur Schlüssigkeit in die eine oder andere Richtung, sowie Meinungswandel von der vorläufigen Zustimmung zur finalen Ablehnung (oder umgekehrt).
Der Dispositionsansatz, der speziell für die Analyse der Meinungsbildung bei Volksabstimmungen entwickelt worden ist, bietet hierfür Erklärungen und Prognosen an. In den USA wird vor allem RAS-Modell des amerikanischen Politikwissenschaftlers John Zaller verwendet, um die Chance von Meinungswandel in Sachfragen unabhängig von Volksabstimmungen zu untersuchen.
Auch die Abstimmungsforschung zu Politikerentscheidungen erlaubt eine Klassifizierung von Politikern, die weit über die Links/Rechts-Achse hinausgeht, in der Regel die Position zwischen Moderne und Tradition mitberücksichtigt und so eine Profil der Parlamentarier liefert untereinander, aber auch im Vergleich zu den Positionen ihrer Partei oder Fraktion. Dieses Vorgehen objektiviert die Positionierung von Parteivertretern, die im allgemeinen Verständnis über die Zugehörigkeit zu Flügeln definiert wird.